# Dennis Hadžikadunić
Dennis Hadžikadunić (* 9. července 1998) je bosenský profesionální fotbalista, který hraje na pozici středního obránce za ruský klub FK Rostov. Narodil se ve Švédsku, ale hraje za národní tým Bosny a Hercegoviny.

## Klubová kariéra

### Malmö
Hadžikadunić začal hrát fotbal v mateřském klubu BK Olympic, než se v roce 2012 připojil k mládežnické akademii klubu Malmö FF. V září 2016 podepsal svou první profesionální smlouvu s mužstvem. Dne 26. října debutoval profesionálně proti Gefle ve věku 18 let. První trofej s klubem vyhrál 16. října 2017, když byli korunováni mistry ligy.
V lednu 2018 byl zapůjčen do klubu Trelleborgs FF až do konce sezóny.

### Rostov
V červenci 2018 Hadžikadunić přestoupil do ruského klubu Rostov. Svůj oficiální debut za tým si odbyl 10. listopadu proti Dynamu Moskva. Dne 8. července 2020 vstřelil svůj první profesionální gól proti Ufě.
V březnu 2022 byl poslán na sezonní hostování do svého bývalého klubu Malmö FF.
V lednu 2023 byl poslán na šestiměsíční hostování do španělského klubu RCD Mallorca.
V červenci 2023 byl půjčen německému klubu Hamburger SV na zbytek sezóny. V červenci 2024 bylo jeho hostování prodlouženo o další sezónu.

## Reprezentační kariéra
Ačkoli reprezentoval Švédsko na všech mládežnických úrovních, Hadžikadunić se ale rozhodl na seniorské úrovni hrát za Bosnu a Hercegovinu.
V září 2020 byla jeho žádost o změnu sportovního občanství ze švédského na bosenské schválena FIFA. Později téhož měsíce obdržel svou první nominaci do národního týmu na kvalifikační play-off na Mistrovství Evropy ve fotbale 2020 proti Severnímu Irsku a na zápasy Ligy národů UEFA 2020/21 proti Nizozemsku a Polsku. Debutoval proti Nizozemsku 11. října.

## Statistiky

### Klubové
Platí k zápasu hranému 3. května 2025.
| Klub                       | Sezóna            | Liga               | Liga   | Liga | Národní pohár | Národní pohár | Kontinentální | Kontinentální | Celkově | Celkově |
| Klub                       | Sezóna            | Soutěž             | Zápasy | Góly | Zápasy        | Góly          | Zápasy        | Góly          | Zápasy  | Góly    |
| -------------------------- | ----------------- | ------------------ | ------ | ---- | ------------- | ------------- | ------------- | ------------- | ------- | ------- |
| Malmö FF                   | 2016              | Allsvenskan        | 1      | 0    | 0             | 0             | –             | –             | 1       | 0       |
| Malmö FF                   | 2017              | Allsvenskan        | 4      | 0    | 0             | 0             | 0             | 0             | 4       | 0       |
| Malmö FF                   | Celkově           | Celkově            | 5      | 0    | 0             | 0             | 0             | 0             | 5       | 0       |
| Trelleborgs FF (hostování) | 2018              | Allsvenskan        | 10     | 0    | 2             | 0             | –             | –             | 12      | 0       |
| Rostov                     | 2018/19           | Ruská Premier Liga | 8      | 0    | 4             | 1             | –             | –             | 12      | 1       |
| Rostov                     | 2019/20           | Ruská Premier Liga | 17     | 1    | 2             | 0             | –             | –             | 19      | 1       |
| Rostov                     | 2020/21           | Ruská Premier Liga | 25     | 1    | 1             | 0             | 1             | 0             | 27      | 1       |
| Rostov                     | 2021/22           | Ruská Premier Liga | 10     | 0    | 1             | 0             | –             | –             | 11      | 0       |
| Rostov                     | Celkově           | Celkově            | 60     | 2    | 8             | 1             | 1             | 0             | 69      | 3       |
| Malmö FF (hostování)       | 2022              | Allsvenskan        | 25     | 1    | 2             | 0             | 12            | 0             | 39      | 1       |
| Mallorca (hostování)       | 2022/23           | La Liga            | 8      | 0    | –             | –             | –             | –             | 8       | 0       |
| Hamburger SV (hostování)   | 2023/24           | 2. Bundesliga      | 24     | 1    | 3             | 0             | –             | –             | 27      | 1       |
| Hamburger SV (hostování)   | 2024/25           | 2. Bundesliga      | 25     | 1    | 0             | 0             | –             | –             | 25      | 1       |
| Hamburger SV (hostování)   | Celkově           | Celkově            | 49     | 2    | 3             | 0             | –             | –             | 52      | 2       |
| Celkově v kariéře          | Celkově v kariéře | Celkově v kariéře  | 157    | 5    | 15            | 1             | 13            | 0             | 185     | 6       |

### Reprezentační
Platí k zápasu hranému 9. června 2024.
| Národní tým         | Rok     | Zápasy | Góly |
| ------------------- | ------- | ------ | ---- |
| Bosna a Hercegovina | 2020    | 4      | 0    |
| Bosna a Hercegovina | 2021    | 10     | 0    |
| Bosna a Hercegovina | 2022    | 5      | 0    |
| Bosna a Hercegovina | 2023    | 6      | 0    |
| Bosna a Hercegovina | 2024    | 3      | 0    |
| Celkově             | Celkově | 28     | 0    |

## Úspěchy
Malmö FF
- Allsvenskan: 2016, 2017
- Svenska Cupen: 2021/22